# Rover SD1
O Rover SD1 é o codinome e o eventual nome de produção dado a uma série de automóveis de segmento E produzidos pela Specialist Division (mais tarde divisão Jaguar-Rover-Triumph) e, finalmente, pela divisão Austin Rover da British Leyland de 1976 a 1986, quando foi substituído pelo Rover 800. O SD1 foi comercializado sob vários nomes. Em 1977 ganhou o título de Carro Europeu do Ano.
Em "SD1", o "SD" refere-se à "Specialist Division" (Divisão Especializada) e "1" devido ao fato de ser o primeiro carro proveniente da equipe interna de design.
O SD1 foi o último veículo com o emblema Rover a ser produzido em Solihull. Os futuros modelos Rover seriam produzidos nas antigas fábricas da British Motor Corporation em Longbridge e Cowley.

## História

### Antecedentes
Em 1971, a Rover, na época parte do grupo British Leyland (BL), começou a desenvolver um novo carro para substituir o Rover P6 e o Triumph 2000/2500. Os designers da Triumph e da Rover apresentaram propostas para o novo carro conhecido como Triumph Puma e Rover P10, respectivamente, dos quais o último foi escolhido. David Bache chefiaria a equipe de design, inspirada em máquinas exóticas como a Ferrari Daytona e a 365 GTC/4, e no estudo de design do final dos anos 1960 da Pininfarina para o BMC 1800, que também orientou o design do Citroën CX. Spen King foi responsável pela engenharia. Os dois já haviam colaborado anteriormente no Range Rover. O projeto recebeu o codinome RT1 (para Rover Triumph Number 1), mas logo mudou para SD1 (para Specialist Division Number 1), pois a Rover e a Triumph foram colocadas na nova "Specialist Division" (Divisão Especialista) da British Leyland.

### Design
O novo carro foi projetado com simplicidade de fabricação em mente, em contraste com o P6, cujo design era bastante complicado em áreas como a suspensão traseira do tipo De Dion. O SD1 usou um eixo traseiro rígido simples. Essa abordagem diferente foi escolhida porque pesquisas mostraram que, embora a imprensa automotiva tenha ficado impressionada com designs sofisticados e revolucionários, o público comprador em geral não ficou, a menos que os resultados fossem bons. No entanto, com o eixo traseiro rígido veio outro passo retrógrado – o carro foi equipado com freios a tambor na traseira.
Os planos da Rover de usar um novo motor DOHC de 2,2 litros, 16 válvulas, Slant-Four, com injeção eletrônica Bosch L-Jetronic foram logo abandonados, pois a gerência da BL decidiu que versões substancialmente redesenhadas do motor de seis cilindros da Triumph iriam equipar o carro. O motor Rover V8 foi instalado no compartimento do motor. A caixa de câmbio automática de três marchas era o modelo BorgWarner 65.

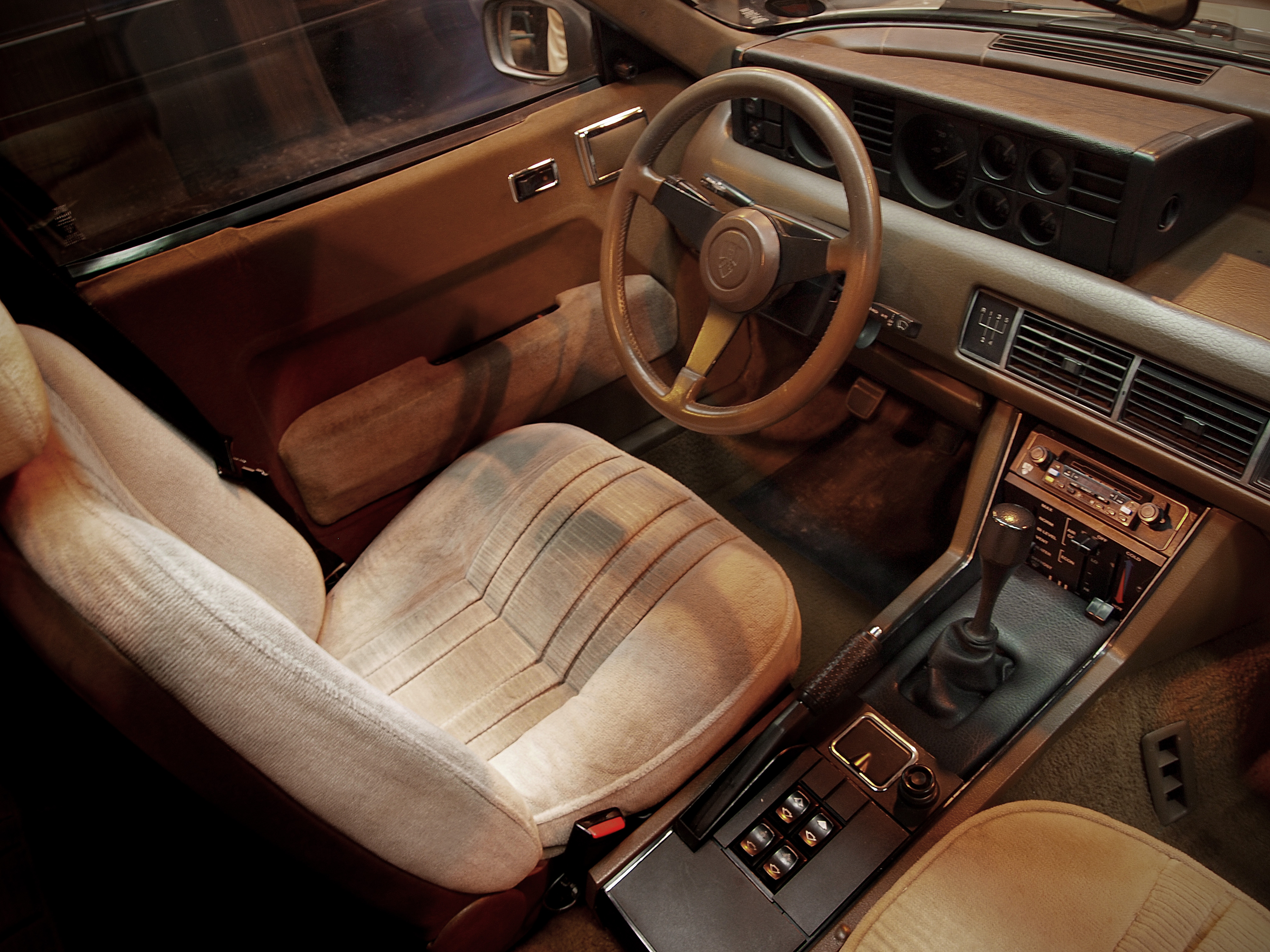
Interior do Rover SD1 NOS série 1 com volante no lado esquerdo

O painel do SD1 apresenta uma saída de ar, incomumente, diretamente voltada para o passageiro. O bináculo de exibição fica em cima do painel na frente do motorista para auxiliar a produção em mercados de volante à esquerda, uma vez que evitou a despesa de produzir duas molduras de painel diferentes para versões de volante no lado direito e no lado esquerdo. A saída de ar funciona como uma passagem para a coluna do volante, e o bináculo de exibição "podular" pode ser facilmente instalado em cima do painel no lado esquerdo ou direito do carro. Este conceito não era totalmente novo; ele também foi usado no Range Rover e foi usado novamente no Austin Metro Mk.1, ambos também projetados por David Bache. O interior do Série 1 era notável pela ausência de detalhes em madeira em comparação aos sedãs Rover anteriores, com uso extensivo em vez de plásticos modernos e macios, e uma nova versão "esquelética" do emblema Rover apareceria no capô. Bache estava interessado em que o SD1 fizesse uso das últimas tendências de design industrial e fosse uma ruptura clara com o passado.
Uma carroceria de perua foi prevista, mas não passou do estágio de protótipo. Duas peruas com especificações semelhantes sobreviveram e estão expostas no Heritage Motor Centre e no Haynes International Motor Museum, respectivamente. Uma foi usada pelo presidente da BL, Sir Michael Edwardes, como transporte pessoal no final dos anos 1970. Os dois carros, como protótipos adequados, diferem nos detalhes e ao redor da porta traseira. Um carro tem uma porta traseira rebaixada, enquanto o outro tem um arranjo de concha, onde toda a porta traseira fica visível quando fechada.
O SD1 foi planejado para ser produzido em uma extensão de última geração da histórica fábrica da Rover em Solihull, ao lado do TR7. Foi amplamente financiado pelo governo britânico, que havia resgatado a BL da falência em 1975. Infelizmente, isso não fez nada para melhorar a qualidade de produção irregular que então atormentava toda a British Leyland. Isso, junto com materiais internos de desgaste rápido e detalhes ruins, garantiu que o entusiasmo inicial logo se transformasse em decepção.

### Série 1 (1976-82)
Este carro foi lançado em seu mercado interno em junho de 1976 apenas na forma hatchback/fastback, como o Rover 3500 com motor V8: motores de 6 cilindros em linha SOHC 2.3 L e 2.6 L seguidos em novembro de 1977, quando o Rover P6 e o Triumph 2000 foram finalmente descontinuados. Embora não houvesse uma versão de quatro cilindros do SD1 neste ponto, a British Leyland produziu versões 1.8, 2.0 e 2.2 do Princess menor para competir com as versões de entrada do Ford Granada, bem como versões mais caras do Ford Cortina.
O carro foi calorosamente recebido pela imprensa e até recebeu o prêmio de Carro Europeu do Ano de 1977. Seu lançamento no continente europeu coincidiu com sua aparição no Salão do Automóvel de Genebra em março de 1977, cerca de três meses após o anúncio do Carro do Ano. Os revendedores não tinham carros com volante à esquerda para vender, no entanto, já que a produção havia sido bloqueada por uma greve de fabricantes de ferramentas afetando várias fábricas da British Leyland e uma "disputa de carroceria" na fábrica da empresa em Castle Bromwich. Mais perto de casa, o carro e sua equipe de design receberam o prêmio Midlander of the Year de 1976, porque eles tinham feito mais no ano para aumentar o prestígio da região de Midlands.

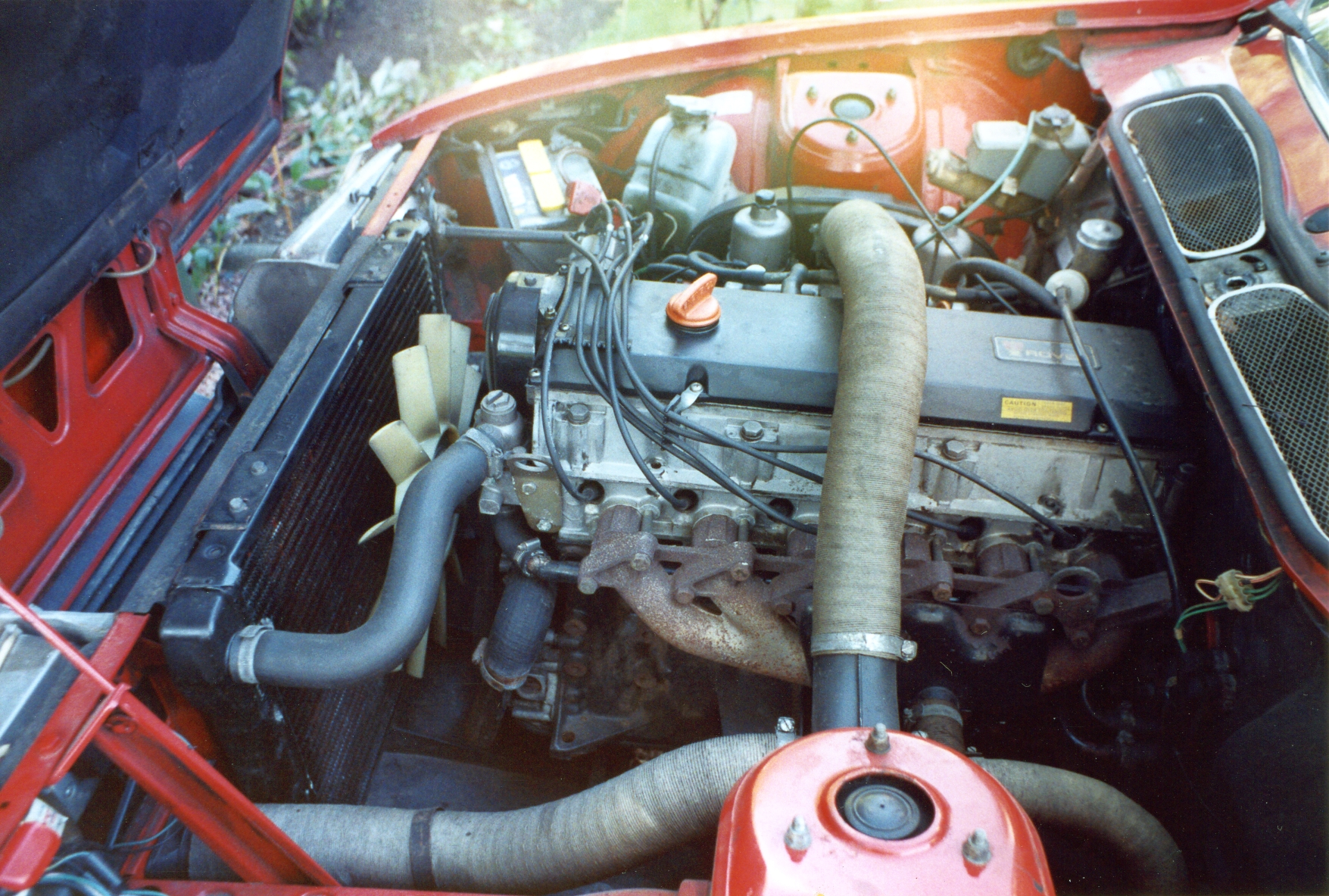
Motor de seis cilindros do Rover 2300, in situ em SD1

A má qualidade da construção era aparente até mesmo na frota do departamento de imprensa da empresa. A revista britânica Motor publicou um teste de estrada de um 3500 automático em janeiro de 1977 e, embora ansiosos para destacar a excelência geral do Rover, eles também relataram que o carro de teste sofria de vedações de porta ruins, com luz do dia visível de dentro, passando pela borda da moldura da janela da porta traseira no lado esquerdo do carro, e uma curiosa vibração da direção em velocidade que pode (ou não) ter resultado das rodas dianteiras do carro não terem sido balanceadas corretamente. A decepção foi registrada porque a saída de ventilação diretamente na frente do motorista parecia estar bloqueada, fornecendo apenas uma brisa mesmo quando totalmente aberta; o escritor havia encontrado esse problema em outro Rover 3500, embora também tivesse dirigido outros carros do mesmo tipo com uma saída abundante de ar fresco pela ventilação em questão. No entanto, em março de 1977, a Autocar britânica conseguiu publicar um artigo de Raymond Mays – um famoso piloto de corrida e gerente de equipe durante (em particular) as décadas de 1930, 1950 e 1960 – no qual Mays explicou por que, depois de dirigi-lo por 12.000 milhas, ele considerou seu Rover 3500 "o melhor carro que ele já teve", tanto por suas muitas qualidades como carro de motorista quanto por sua excelente economia de combustível, mesmo quando dirigido com força. Problemas de ventilação semelhantes persistiram até 1980 e foram relatados em testes da versão V8-S.
Outra área de preocupação era a pintura descascada nos primeiros modelos, forçando a British Leyland a gastar muito dinheiro na repintura dos carros.
Em programas de televisão, John Steed em The New Avengers e George Cowley em The Professionals usaram modelos Rover 3500 amarelos.

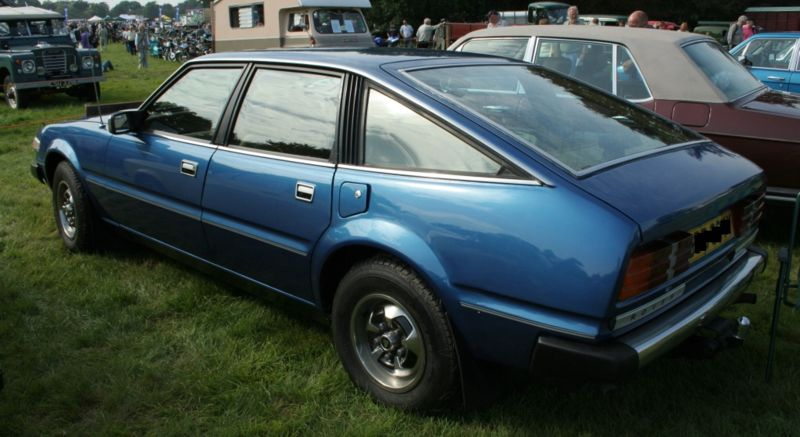
Rover 3500 (com emblemas e espelhos retrovisores cromados dos últimos carros pré-reestilização)

### Série 2 (1982-1986)

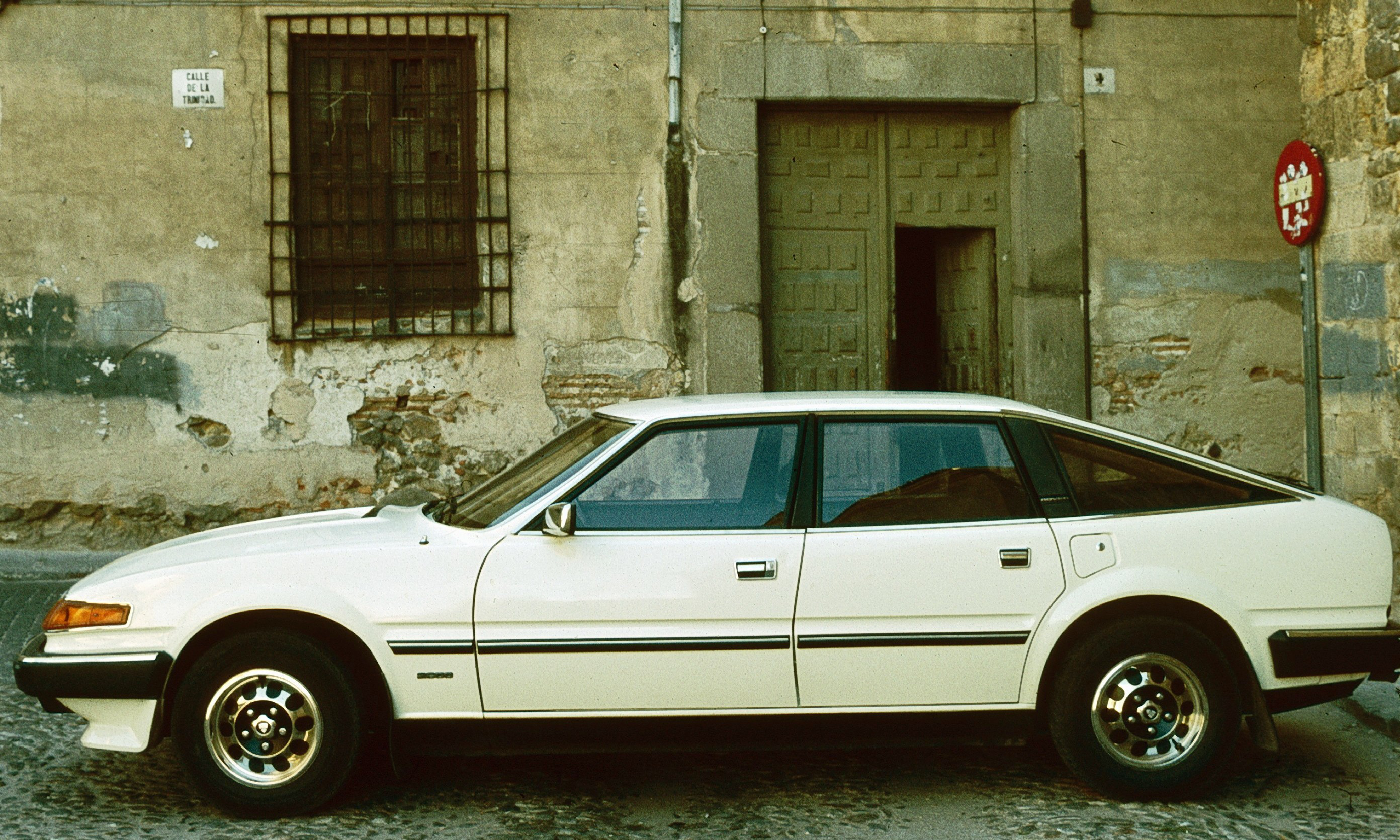
Um Rover 2000 1983 (um carro da Série 2 com faróis, interior e pilares C revisados)

No início de 1982, a Rover revelou ao público a linha reestilizada produzida em Cowley (embora os últimos Série 1 também tenham sido produzidos em Cowley). Esses carros se beneficiaram principalmente de pequenas mudanças cosméticas no exterior, bem como de um interior bastante redesenhado. A maior mudança no interior foi no bináculo de instrumentos, que foi feito mais plano e mais longo do que o original, com os medidores auxiliares e o relógio digital movidos para fora da linha de visão do motorista quase sobre o centro do painel, enquanto os próprios mostradores seguiram a prática moderna de estar sob um capô de vidro em vez de serem profundamente recuados como antes. Acabamentos de madeira no painel e nos painéis das portas foram incluídos após críticas de que o interior original parecia de baixa qualidade. Os observadores de carros podem distinguir as duas séries pelos faróis, que eram cromados e embutidos na Série 2, recuados na Série 1, a janela traseira mais profunda, agora equipada com um limpador traseiro, e o novo envoltório plástico ao redor dos para-choques que substituíram os de borracha de três peças e aço inoxidável. Outros detalhes, que não são tão fáceis de atribuir, incluem a faixa de emblema traseira de largura total sob as lanternas traseiras, emblemas de tamanho do motor nos para-lamas dianteiros e uma variedade de novos acabamentos de rodas e rodas de liga leve. A caixa de câmbio automática agora era um modelo GM Turbo-Hydramatic 180 (TH180) de fabricação francesa, ainda oferecendo três marchas, mas melhores relações. O pacote de interruptores de vidro elétrico mudou do console central para a porta do motorista (e é bem lembrado por não ter acabamento de borda ao redor dos recessos), e um afogador totalmente automático apareceu - eliminando a alavanca do afogador manual que tinha tendência a quebrar.

## Lista de nomes de modelos
O carro nunca foi comercializado como "SD1". Os modelos produzidos (ao longo da vida da linha, não todos de uma vez) eram geralmente nomeados de acordo com o tamanho do motor.
- Rover 2000
- Rover 2300
- Rover 2300S
- Rover 2300 SE
- Rover 2400 SD Turbo
- Rover 2600
- Rover 2600S
- Rover 2600 SE
- Rover 2600 Vanden Plas
- Rover 3500
- Rover 3500 SE
- Rover 3500 Vanden Plas
- Rover 3500 Vanden Plas EFi
- Rover V8-S
- Rover Vitesse

O lançamento inicial em junho de 1976 foi apenas para o 3500. Pouco mais de um ano depois, os 2300 e 2600 foram adicionados; o V8-S foi um modelo de vida curta introduzido posteriormente (lembrado por seus limpadores de farol, ligas de ouro e a opção de pintura verde "Triton" metálica brilhante) e abandonado antes da primeira reestilização suave, após o qual o alcance era 2300, 2300 S, 2600 S, 3500 SE e 3500 Vanden Plas. O 2000 apareceu na época da grande reestilização, com 2400 SD-Turbo, 2600 SE, 2600 Vanden Plas, Vitesse e 3500 Vanden Plas EFi aparecendo vários momentos depois. No final da vida útil do carro, a gama foi brevemente reduzida para 2300, 2600 Vanden Plas e Vitesse (agora com um spoiler embutido, faróis de neblina dianteiros excluídos, 190 cv e adesivos laterais excluídos).

## Produção estrangeira: o Standard 2000
Após a sua substituição pela série Rover 800 no Reino Unido em 1986, o SD1 surgiu na Índia como o "Standard 2000". De 1985 a 1988, foi montado na extinta fábrica Standard em Madras (renomeada Chenai em 1996). No entanto, a versão indiana do SD1 – movida por um antigo motor 2.0 L com apenas 83 cv e suspensão elevada – foi um fracasso, uma vez que o motor de baixa potência não justificava o preço elevado. A Standard cessou a fabricação de automóveis logo depois.
A fábrica foi assegurada após o término da produção, com a Rimmer Brothers adquirindo todo o estoque de peças não utilizadas para revenda no Reino Unido. Isto significou que uma série de peças que não estavam disponíveis há algum tempo puderam novamente ser compradas novas.